# زائرسرا
زائرسَرا نوعی مکان اقامتی است که بیشتر در نزدیکی امامزادهها و اماکن مذهبی بنا می‌شود. شهرهای مذهبی مانند مشهد و قم دارای تعداد زیادی زائر سرا هستند. زائرسراها ممکن است همانند هتل دارای اتاق‌ها و سوئیت‌های مجزا باشند. اما معمولاً چون مورد استفاده گروهی کاروانهای زیارتی قرار می‌گیرند دارای خوابگاههای گروهی با تختخواب یا بدون تختخواب هستند . 